# 조사이어 로이스

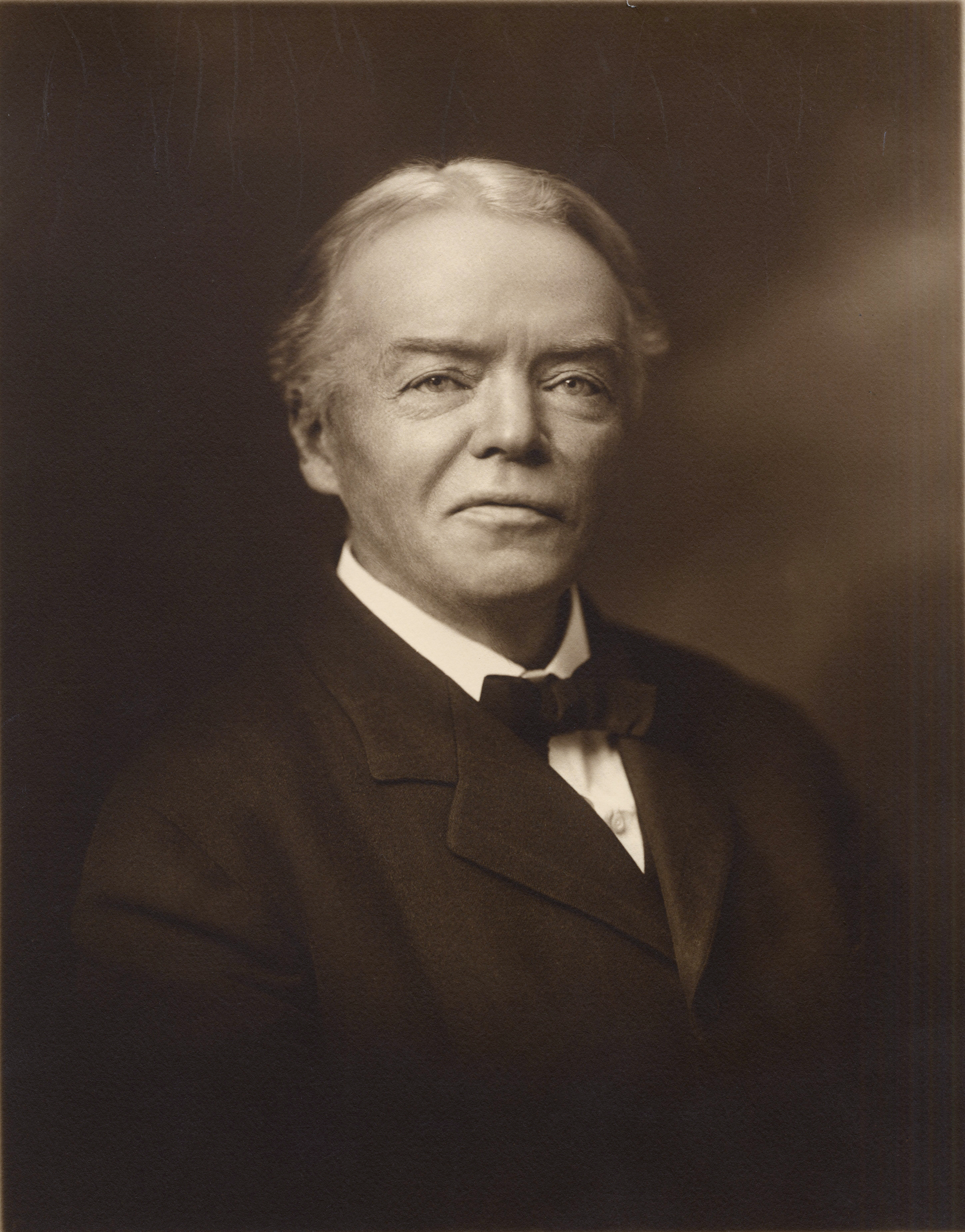
조사이어 로이스

조사이어 로이스(영어: Josiah Royce, 1855년 11월 20일 캘리포니아주 그래스밸리 ~ 1916년 9월 14일 케임브리지)는 미국의 철학자이다.
1875년 캘리포니아 대학교 버클리에서 영어 작문과, 문학과, 수사학과 학사 학위를 받았으며 1878년 존스 홉킨스 대학교에서 철학과 박사 학위를 받았다. 1882년에는 그의 친구이자 철학 분야 경쟁자인 윌리엄 제임스를 대신하여 하버드 대학교 교수로 채용되었고 1884년부터 1916년 사망할 때까지 정식 교수로 활동했다. 1901년부터 1902년까지 제10대 미국 심리학회(American Psychological Association) 회장을 역임했다.
영국의 토머스 힐 그린과 비슷한 헤겔류의 객관적 관념론 입장을 취하고 논리·심리·윤리·역사·실재 등에 대하여 폭넓은 고찰을 가했으며 자기의 철학을 '절대적 프래그머티즘'이라고 불렀다. 관념이 인간 의지의 목적 달성을 위한 도구이며 이러한 점에서만 가치를 갖는다고 생각하는 점에서는 프래그머티즘에 가까우나 실러에게서 볼 수 있는 극단적인 주관적 상대주의를 피하기 때문에 로이스는 세계 전체를 둘러싸는 절대의지(絶對意志)의 존재를 인정하고 인간의 개별적 의지는 그것이 나타난 것이며 인간은 절대의지를 의식함으로써 절대적 존재를 파악하고 이렇게 함으로써 비로소 사회적으로 바르게 살 수 있다고 주장하였다. 이것은 일종의 '절대적 관념론'이다.

## 같이 보기
- 미국 철학